# 春秋五覇
春秋五覇（しゅんじゅうごは）とは、中国の春秋時代に周王朝に代わって天下の事を取り仕切った覇者を5人挙げたものである。春秋の五覇とも。誰を以て五覇とするかは文献によって違いがある。
覇者として認められる条件は
- 他国を圧倒する強大な国力を持つ。
- 諸侯を召集して会盟の会頭を務め、天下の事を取り決める。
- 小国を守り、滅ぼされた国の復興などをする。
- 夷狄を討ち、中原諸国の安寧に貢献する。

などがある。

## 五覇とされる人物
「五覇」という言葉の初出は、『孟子』告子下に見えるものとされるが、孟子は斉の桓公以外の具体的な名前をあげていない。このため、誰を以て五覇とするかは文献によって違いがあり、各文献で挙げられる五覇を数えると「五覇」でありながら五人に収まらないという状況にある。

後漢の趙岐注では
- 斉の桓公（在位紀元前685年 - 紀元前643年）
- 晋の文公（在位紀元前636年 - 紀元前628年）
- 秦の穆公（在位紀元前659年 - 紀元前621年）
- 宋の襄公（在位紀元前651年 - 紀元前637年）
- 楚の荘王（在位紀元前614年 - 紀元前591年）

の5人を挙げている。応劭『風俗通義』五伯篇、『史記』十二諸侯年表につけられた唐の司馬貞『史記索隠』も同様である。
これに対して、『荀子』王覇篇では、秦の穆公・宋の襄公がなく、それにかえて
- 呉王闔閭（在位紀元前515年 - 紀元前496年）
- 越王勾践（在位紀元前496年 - 紀元前465年）

の2人をあげている。
他の書物も大体この7人のうちから5人を挙げている。
ただし、『漢書』諸王侯表につけられた唐代の顔師古による注では闔閭ではなく夫差を含めている。
清の全祖望は以上の説を非とし、斉の桓公以外はすべて晋の人物であるとして、文公・襄公・景公・悼公を覇者とした。
斉の桓公と晋の文公は必ず入るので春秋五覇の代表として斉桓晋文と言う。
春秋五覇の組合せは以下のようになる。○は五覇に含まれる人、×は含まれない人を示す。
| 覇者     | 『史記索隠』 | 『荀子』王覇 | 『白虎通』号篇 | 『四子講徳論』 | 『漢書』注 | 全祖望 | 『辞通』 |
| -------- | ------------ | ------------ | -------------- | -------------- | ---------- | ------ | -------- |
| 鄭の荘公 | ×            | ×            | ×              | ×              | ×          | ×      | ○        |
| 斉の桓公 | ○            | ○            | ○              | ○              | ○          | ○      | ○        |
| 秦の穆公 | ○            | ×            | ○              | ○              | ○          | ×      | ○        |
| 宋の襄公 | ○            | ×            | ×              | ×              | ○          | ×      | ×        |
| 晋の文公 | ○            | ○            | ○              | ○              | ○          | ○      | ○        |
| 晋の襄公 | ×            | ×            | ×              | ×              | ×          | ○      | ×        |
| 晋の景公 | ×            | ×            | ×              | ×              | ×          | ○      | ×        |
| 晋の悼公 | ×            | ×            | ×              | ×              | ×          | ○      | ×        |
| 楚の荘王 | ○            | ○            | ○              | ○              | ×          | ×      | ○        |
| 呉王闔閭 | ×            | ○            | ○              | ×              | ×          | ×      | ×        |
| 呉王夫差 | ×            | ×            | ×              | ×              | ○          | ×      | ×        |
| 越王勾践 | ×            | ○            | ×              | ○              | ×          | ×      | ×        |

## 春秋時代以外の五覇
春秋時代だけでなく、夏・殷・周全体で覇者を5人とすることもある。『春秋左氏伝』成公2年「五伯之覇也」に対して杜預は「夏伯昆吾、商伯大彭・豕韋、周伯斉桓・晋文。」と言っている。この五覇は『白虎通』や『風俗通』にも見える。